# Vedran Celiščak
Vedran Celiščak (Koprivnica, 16. srpnja 1982.) je hrvatski nogometaš i igrač NK Zagreb. 
Prije dolaska u Zagreb igrao je za nekoliko hrvatskih prvoligaša. Igra u veznom redu.
Statistika u Hajduku
| Natjecanje        | Nastupi | Zgoditci |
| ----------------- | ------- | -------- |
| Prvenstvo         | 4       | 0        |
| Kup               | 2       | 0        |
| Superkup          | 0       | 0        |
| Međunarodne       | 1       | 0        |
| Splitski podsavez | 0       | 0        |
| Ukupno            | 7       | 0        |
| Prijateljske      | 19      | 5        |
| Sveukupno         | 26      | 5        |

Prvi službeni nastup protiv Slaven Belupa 4. studenog 2000